# Дежева
Дежева је насељено место града Новог Пазара у Рашком округу. Према попису из 2022. било је 301 становника.
Под „Дежевском долином“ се подразумева склоп насељених места која се налазе на и око пута Нови Пазар - Голија.
Иначе, пре оснивања општине Нови Пазар, Дежева је имала статус општине. Данас је то важна варошица у о овом крају и представља место које се изграђује и урбанизује. У Дежеви се налазила саборна црква Немањића. Ту је 2020-их саграђен храм Светог Саве.
Велики значај Дежеве је у томе што су у њој и живели српски краљеви, почев од жупана Немање, краља Драгутина и Милутина. Драгутин је 1282. свој престо пренео на брата Милутина баш у Дежеви (Дежевски споразум).
У дежевској долини се налази старо гробље из времена Немањића.

## Демографија
| Година       | 1948 | 1953 | 1961 | 1971 | 1981 | 1991 | 2002 | 2011 |
| ------------ | ---- | ---- | ---- | ---- | ---- | ---- | ---- | ---- |
| Становништво | 51   | 61   | 97   | 120  | 161  | 213  | 238  | 288  |

| Етнички састав према попису из 2002.‍ | Етнички састав према попису из 2002.‍ | Етнички састав према попису из 2002.‍ | Етнички састав према попису из 2002.‍ | Етнички састав према попису из 2002.‍ |
| ------------------------------------ | ------------------------------------ | ------------------------------------ | ------------------------------------ | ------------------------------------ |
|                                      |                                      |                                      |                                      |                                      |
| Срби                                 | Срби                                 |                                      | 235                                  | 98,73%                               |
| Хрвати                               | Хрвати                               |                                      | 1                                    | 0,42%                                |
| непознато                            | непознато                            |                                      | 2                                    | 0,84%                                |

| Година пописа     | 1948. | 1953. | 1961. | 1971. | 1981. | 1991. | 2002. |
| ----------------- | ----- | ----- | ----- | ----- | ----- | ----- | ----- |
| Број домаћинстава | 11    | 9     | 26    | 31    | 38    | 50    | 68    |

| Број чланова      | 1 | 2  | 3  | 4  | 5 | 6 | 7 | 8 | 9 | 10 и више | Просек |
| ----------------- | - | -- | -- | -- | - | - | - | - | - | --------- | ------ |
| Број домаћинстава | 9 | 11 | 10 | 22 | 9 | 5 | 2 | 0 | 0 | 0         | 3,50   |

| Пол    | Укупно | Неожењен/Неудата | Ожењен/Удата | Удовац/Удовица | Разведен/Разведена | Непознато |
| ------ | ------ | ---------------- | ------------ | -------------- | ------------------ | --------- |
| Мушки  | 95     | 31               | 60           | 4              | 0                  | 0         |
| Женски | 102    | 28               | 59           | 14             | 1                  | 0         |
| УКУПНО | 197    | 59               | 119          | 18             | 1                  | 0         |

| Пол    | Укупно                    | Пољопривреда, лов и шумарство | Рибарство                            | Вађење руде и камена | Прерађивачка индустрија       |
| ------ | ------------------------- | ----------------------------- | ------------------------------------ | -------------------- | ----------------------------- |
| Мушки  | 65                        | 29                            | 0                                    | 0                    | 9                             |
| Женски | 40                        | 15                            | 0                                    | 0                    | 11                            |
| УКУПНО | 105                       | 44                            | 0                                    | 0                    | 20                            |
| Пол    | Производња и снабдевање   | Грађевинарство                | Трговина                             | Хотели и ресторани   | Саобраћај, складиштење и везе |
| Мушки  | 0                         | 2                             | 6                                    | 2                    | 1                             |
| Женски | 0                         | 0                             | 5                                    | 1                    | 0                             |
| УКУПНО | 0                         | 2                             | 11                                   | 3                    | 1                             |
| Пол    | Финансијско посредовање   | Некретнине                    | Државна управа и одбрана             | Образовање           | Здравствени и социјални рад   |
| Мушки  | 0                         | 2                             | 3                                    | 7                    | 1                             |
| Женски | 0                         | 0                             | 0                                    | 4                    | 3                             |
| УКУПНО | 0                         | 2                             | 3                                    | 11                   | 4                             |
| Пол    | Остале услужне активности | Приватна домаћинства          | Екстериторијалне организације и тела | Непознато            | Непознато                     |
| Мушки  | 0                         | 0                             | 0                                    | 3                    | 3                             |
| Женски | 0                         | 0                             | 0                                    | 1                    | 1                             |
| УКУПНО | 0                         | 0                             | 0                                    | 4                    | 4                             |